# Бастія (округ)
Округ Бастія (фр. Arrondissement de Bastia) — округ у Франції, в департаменті Верхня Корсика. 2023 року округ об'єднував 27 муніципалітетів, населення становило 92 126 осіб.
Адміністративний центр (супрефектура) — Бастія.

## Муніципалітети
Список муніципалітетів округу та їхні коди INSEE:
1. Барретталі (2B030)
2. Бастія (2B033)
3. Бігулья (2B037)
4. Борго (2B042)
5. Брандо (2B043)
6. Вілле-ді-П'єтрабуньйо (2B353)
7. Віньяле (2B350)
8. Ерса (2B107)
9. Канарі (2B058)
10. Каньяно (2B046)
11. Лурі (2B152)
12. Луччана (2B148)
13. Мерія (2B159)
14. Морсілья (2B170)
15. Нонца (2B178)
16. Олькані (2B184)
17. Ольмета-ді-Капокорсо (2B187)
18. Ольястро (2B183)
19. П'єтракорбара (2B224)
20. Піно (2B233)
21. Рольяно (2B261)
22. Сан-Мартіно-ді-Лота (2B305)
23. Санта-Марія-ді-Лота (2B309)
24. Сіско (2B281)
25. Томіно (2B327)
26. Фуріані (2B120)
27. Чентурі (2B086)